# James Debbah
James Salinsa Debbah (Monrovia, 14 december 1969) is een gewezen Liberiaanse voetballer.

## Carrière

### Afrika
Debbah begon in zijn geboorteland Liberia met voetballen bij Mighty Barolle. In 1984 debuteerde de toen zeventienjarige aanvaller in het vertegenwoordigende elftal van de club. Hij speelde vijf seizoenen voor Mighty Barolle. Debbah won twee keer de Beker van Liberia en werd daarin drie keer kampioen. In 1989 verhuisde hij naar Kameroen en tekende hij een contract bij Union Douala. Met die club werd hij meteen kampioen.

### Frankrijk en RSC Anderlecht
Na één seizoen Douala verkaste Debbah naar Frankrijk. Na één seizoen in Ligue 2 bij Olympique Alès trok AS Monaco hem aan, waar hij een ploegmaat werd van onder andere de Franse internationals Lilian Thuram, Youri Djorkaeff, Emmanuel Petit en landgenoot George Weah. Debbah kwam in Monaco twaalf keer aan spelen toe en een vroegtijdig vertrek drong zich op. Na één seizoen ging de aanvaller in op een bod van Olympique Lyon.
Bij Lyon werd Debbah een belangrijker speler. Zowel onder Raymond Domenech als onder Jean Tigana stond hij regelmatig in de basis. De Liberiaan bewees zijn neus voor doelpunten, maar pakte met Lyon geen prijzen. Na drie seizoenen vertrok Debbah naar OGC Nice, zijn derde Franse club. Ook in Nice vond hij de weg naar het doel makkelijk. In de zomer van 1997 haalde RSC Anderlecht de goalgetter voor een bedrag van 64 miljoen BEF (zo'n € 1,6 miljoen) naar België. Hier haalde Debbah zijn beste vorm nooit. Anderlecht presteerde ondermaats in de competitie en trainer René Vandereycken werd aan de deur gezet. In november trok de aanvaller terug naar Frankrijk. Anderlecht kreeg een transfersom van 76 miljoen BEF (zo'n €1,9 miljoen) in ruil.
Ditmaal nam Paris Saint-Germain hem onder contract. Hier werd hij een collega van onder andere de destijds twintigjarige Marko Pantelić. Met de club uit de Franse hoofdstad won hij in 1998 de Coupe de France en de Coupe de la Ligue. Het volgende seizoen droeg hij niet één keer het shirt van PSG. In de winter verhuisde naar het Turkse Ankaragücü, maar ook daar voetbalde hij amper.

### Einde carrière
In Griekenland vond de 32-jarige Debbah in 1999 een nieuwe club in Iraklis FC, waar hij het scoren nog niet verleerd bleek. Na twee seizoenen koos hij voor het lucratieve aanbod van Al-Jazira, een club uit de Verenigde Arabische Emiraten. In 2003 trok hij naar het Bahreinse Muharraq Club, waar hij na één seizoen een punt achter zijn actieve loopbaan zette.

### Comeback
Na vier jaar zonder voetbal ging Debbah in 2008 als spits aan de slag bij het Indonesische Bontang PKT. Na één seizoen ruilde hij de club in voor eersteklasser Persiram Raja Ampat.

## Nationale ploeg
Debbah debuteerde in 1988 in de nationale ploeg van Liberia. In 2004 werd hij voor de laatste keer opgeroepen. Hij verzamelde 72 A-caps. Hij nam met zijn land deel aan de Afrika Cup 1998 in Burkina Faso en de Afrika Cup 2002 in Mali. In zijn laatste jaar als international droeg hij de aanvoerdersband. Tijdens een wedstrijd tegen Togo weigerde hij gewisseld te worden. Hij bleef nog zo'n tien minuten na zijn wissel op het veld staan. De nationale ploeg werd nadien onder politiebegeleiding uit het stadion geloodst.